# Gunniopsis
Gunniopsis is een geslacht uit de ijskruidfamilie (Aizoaceae). De soorten komen voor in Australië.

## Soorten
- Frithia humilis Burgoyne
- Gunniopsis calcarea Chinnock
- Gunniopsis calva Chinnock
- Gunniopsis divisa Chinnock
- Gunniopsis glabra (Luehm. ex Ewart) C.A.Gardner
- Gunniopsis intermedia Diels
- Gunniopsis kochii (R.Wagner) Chinnock
- Gunniopsis papillata Chinnock
- Gunniopsis propinqua Chinnock
- Gunniopsis quadrifida (F.Muell.) Pax
- Gunniopsis rodwayi (Ewart) C.A.Gardner
- Gunniopsis rubra Chinnock
- Gunniopsis septifraga (F.Muell.) Chinnock
- Gunniopsis tenuifolia Chinnock
- Gunniopsis zygophylloides (F.Muell.) Diels

... · 
Antimima · 
Argyroderma · 
Carpobrotus · 
Disphyma · 
Dorotheanthus · 
Gibbaeum · 
Lapidaria · 
Lithops · 
Mesembryanthemum · 
Sceletium · 
Tetragonia · 
...